# 蓝浦站
藍浦站（：／ Nampo yeok */?）是位于韩国忠清南道保宁市藍浦面的一个车站，属于长项线。

## 历史
- 1929年12月1日 - 落成使用。

## 相鄰車站
韩国铁道公社
长项线
大川－藍浦－熊川